# Parepilysta puncticollis
Parepilysta puncticollis là một loài bọ cánh cứng trong họ Cerambycidae.